# Rathaus Avrainville (Essonne)

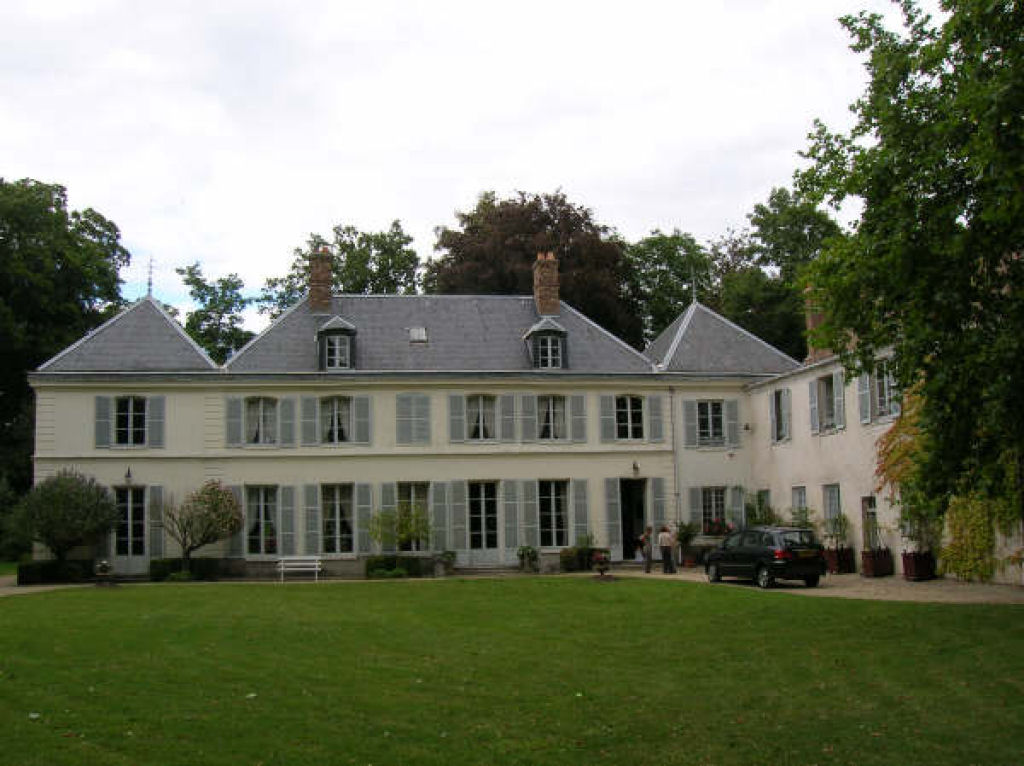
Rathaus in Avrainville

Das Rathaus (französisch Mairie) in Avrainville, einer französischen Gemeinde im Département Essonne in der Region Île-de-France, wurde im 17. Jahrhundert errichtet. Das Rathaus wurde ursprünglich als Schloss, genannt Château du Merle Blanc, erbaut. 
Das zweigeschossige Gebäude wurde 2008 von der Gemeinde gekauft und zum Rathaus umgebaut. Ein zwei Hektar großer Park umgibt das Bauwerk. 